# Krajní nouze
Krajní nouze je v právu takový stav, který představuje přímé ohrožení zákonem chráněného zájmu. Odvracení krajní nouze „činem jinak trestným“ pak trestným činem ani přestupkem není, přestože toto jednání jejich zákonné znaky jinak naplňuje. Jde tedy o okolnost vylučující protiprávnost takového činu. V civilním právu jednání v krajní nouzi vylučuje odpovědnost za způsobenou újmu. Podstatou krajní nouze je chránit důležitější právní statek za cenu porušení právního statku méně důležitého.

## Charakteristika
Kromě odvracení přímo hrozícího nebezpečí jsou dalšími zákonnými podmínkami krajní nouze nemožnost odvrátit nebezpečí jinak a přiměřenost použitých prostředků, tzn. následek, který byl odvrácením krajní nouze způsoben, nesmí být stejně závažný nebo ještě závažnější než nebezpečí, které původně hrozilo. Dané nebezpečí musí hrozit bezprostředně. Je tedy legitimní zastřelit agresivního a volně pobíhajícího psa, který jeví známky vztekliny a mohl by nakazit další zvířata nebo osoby, nikoli ale sousedova psa, který je uvázán u boudy a vyje na měsíc. V soukromém právu navíc je podmínkou, aby osoba jednající v krajní nouzi sama nevyvolala nebezpečí, které svým jednáním odvrací, v trestním právu hmotném to ale neplatí.
Institut krajní nouze je nutné odlišit od nutné obrany. Zatímco jednání v nutné obraně směřuje proti „zdroji bezpráví“, tedy osobě, která se bezprostředně chystá zaútočit, nebo útočí, na zájem chráněný trestním zákoníkem (zjednodušeně řečeno páchá nějaký trestný čin, např. krádež, poškozování cizí věci, ublížení na zdraví, apod.), jednání v krajní nouzi pouze odvrací samotné hrozící nebezpečí bez ohledu na jeho zdroj (např. střelba na útočící zvíře, vydání hotovosti při přepadení banky, rozbití okna zamčeného vozu, ve kterém je dítě apod.) Rozdíl je také v tom, že u krajní nouze nesmí být následek jednání stejně závažný, nebo závažnější, než ten, co hrozil, zatímco u nutné obrany se nehledí na následek, ale především na přiměřenost způsobu vedení nutné obrany. Vychází se zde ze zásady, že účinná obrana musí být silnější, než útok sám.

## Podmínky krajní nouze
Ze znění § 28 trestního zákoníku o krajní nouzi vyplývá, že pro možnost aplikace krajní nouze je třeba splnit přesně čtyři podmínky. Existenci krajní nouze samozřejmě podmiňuje existence nebezpečí. Dále se jedná se o podmínku subsidiarity (nebezpečí nešlo odvrátit jinak), podmínku proporcionality (způsobený následek byl zřejmě stejně závažný nebo závažnější, než následek, který hrozil) a dále také nesmí být povinnost snášet nebezpečí. Pokud není alespoň jedna z těchto podmínek splněna, tak se jedná o exces z mezí krajní nouze.

### Podmínka existence přímo hrozícího nebezpečí
Nebezpečí, jež přímo hrozí zájmu chráněnému trestním zákoníkem, je například nebezpečí zdravotní újmy. (Jednou z hodnot, která je chráněna trestním zákoníkem, je zdraví). Dalšími hodnotami, jenž chrání trestní zákoník, je život, lidská důstojnost nebo majetek. Zdaleka se ale nejedná o všechny možnosti. 

### Podmínka subsidiarity
Podstatou existence podmínky subsidiarity je skutečnost, že při jednání v krajní nouzi je zasahováno do zájmů třetí osoby, tudíž je žádoucí způsobit co nejmenší možnou újmu. Splnění podmínky subsidiarity v praxi znamená to, že je třeba zvolit řešení, které nebezpečí spolehlivě odvrátí, ale zároveň nezpůsobí třetí straně větší újmu, než je nutné. Vždy Při posuzovaní splnění podmínky subsidiarity je třeba přihlédnout k možnostem jednající osoby a dalších skutkových okolností.

### Podmínka proporcionality
Je velmi důležité odlišit podmínku proporcionality od podmínky přiměřenosti obrany. Proporcionalita se vyžaduje u krajní nouze. Přiměřenost obrany u nutné obrany. Nejedná se o stejnou věc. Při jednání v krajní nouzi nelze způsobit následek, který je stejně závažný a nebo ještě závažnější, než následek, který hrozil.

### Neexistence povinnosti snášet nebezpečí
Povinnost snášet nebezpečí je typicky uložena například policistům, hasičům, vojákům a nebo také plavčíkům. Tato povinnost je typicky uložena právním předpisem. Nejedná se tedy o povinnost morální.

## Citace
| „                                             | Krajní nouze 1. Čin jinak trestný, kterým někdo odvrací nebezpečí přímo hrozící zájmu chráněnému trestním zákonem, není trestným činem. 2. Nejde o krajní nouzi, jestliže bylo možno toto nebezpečí za daných okolností odvrátit jinak anebo způsobený následek je zřejmě stejně závažný nebo ještě závažnější než ten, který hrozil, anebo byl ten, komu nebezpečí hrozilo, povinen je snášet. | “ |
| — § 28 zákona č. 40/2009 Sb., trestní zákoník | |   |

| „                                                | Krajní nouze Kdo odvrací od sebe nebo od jiného přímo hrozící nebezpečí újmy, není povinen k náhradě újmy tím způsobené, nebylo-li za daných okolností možné odvrátit nebezpečí jinak nebo nezpůsobí-li následek zjevně stejně závažný nebo ještě závažnější než újma, která hrozila, ledaže by majetek i bez jednání v nouzi podlehl zkáze. To neplatí, vyvolal-li nebezpečí vlastní vinou sám jednající. | “ |
| — § 2906 zákona č. 89/2012 Sb., občanský zákoník | |   |

## Krajní nouze v právních dějinách
Jedním ze známých případů krajní nouze v právních dějinách byl případ „R v Dudley a Stephens“. Týkal se ztroskotaných námořníků, kteří zabili a snědli plavčíka, aby sami nezemřeli hlady a žízní. Tehdejší anglické právo ovšem krajní nouzi neuznávalo a námořníci byli za svůj čin odsouzeni k smrti. Královna jim nicméně záhy udělila milost.